# Пам'ятки культурної спадщини Лопушненської громади
У статті наведений перелік об'єктів культурної спадщини Лопушненської громади Кременецького району Тернопільської области України.

## Пам'ятки археології
| №  | Назва                           | Дата | Адреса | Охоронний номер | Документ про взяття на облік |
| -- | ------------------------------- | --- | --- | --------------- | --- |
| 1  | Поселення Велика Горянка І      | давньоруський час (ХІІ-ХІІІ ст.); | с. Велика Горянка, східна частина села, на високому мисі | 2054            | Наказ управління культури обласної державної адміністрації від 09.09.2016 № 121-од                                                                                        |
| 2  | Поселення Волиця І              | давньоруський час (ХІІ-ХІІІ ст.) | с. Волиця, за 300 м на захід від центру села, біля нової церкви | 1997            | Наказ департаменту культури, релігій та національностей обласної державної адміністрації від 15.05.2014 № 76-од                                                           |
| 3  | Поселення Івання І              | ранній залізний вік (І тис. до н. е.); давньоруський час (Х-ХІІІ ст.) | с. Старий Олексинець, на мисі, що знаходить-ся за 5 км західніше Старого Олексинця західніше хутора Івання | 2540            | Наказ управління культури обласної державної адміністрації від 18.10.2005 № 112                                                                                           |
| 4  | Поселення Івання ІІ             | голіградська культура (XI – VII ст до н. е.), висоцька культура (VIII-VII ст. до н.е.), черепинсько-лагодівська група скіфського часу, черняхівська культура (ІІІ – IV ст н. е.), давньоруський час (Х-ХІІІ ст.) | с. Івання, північні околиці села, на пологому мисі, утвореному лівим берегом р. Іванка та правим бортом балки, що впадає в річку, на північний захід від повороту річки зі сходу на південь                      | 1269            | Наказ управління культури обласної державної адміністрації від 27.01.2010 № 16                                                                                            |
| 5  | Поселення Івання ІІІ            | висоцька культура (VIII-VII ст. до н.е.), пшеворська культура (І – ІІІ ст. н. е.), черняхівська культура (ІІІ – IV ст н. е.), давньоруський час (Х-ХІІІ ст.)                                                     | с. Івання, північно-західні околиці села, І-ІІ-а надзаплавні тераси підтрикутного мису, утвореного лівим берегом р. Іванка та правим бортом балки, за 0,5 км на захід від повороту р. Іванка зі сходу на південь | 1270            | Наказ управління культури обласної державної адміністрації від 27.01.2010 № 16                                                                                            |
| 6  | Поселення Івання IV             | черепинсько-лагодівська група скіфського часу, пшеворська культура (І – ІІІ ст. н. е.), черняхівська культура (ІІІ – IV ст н. е.), райковецька культура (VII – IX ст.), давньоруський час (Х-ХІІІ ст.)           | с. Івання, 1 км на захід від крайньої хати села, на підтрикутному мисі біля витоків р. Іванка | 1283            | Наказ управління культури обласної державної адміністрації від 27.01.2010 № 16                                                                                            |
| 7  | Поселення Івання V              | висоцька культура (VIII-VII ст. до н.е.), пшеворська культура (І – ІІІ ст. н. е.), черняхівська культура (ІІІ – IV ст. н. е.), празька культура (V – VII ст.), давньоруський час (Х-ХІІІ ст.);                   | с. Івання, північна частина села, правий берег р. Іванка, північна частина мису, утвореного поворотом р. Іванка зі сходу на південь, навпроти Івання ІІІ                                                         | 1284            | Наказ управління культури обласної державної адміністрації від 27.01.2010 № 16                                                                                            |
| 8  | Поселення Івання VI             | висоцька культура (VIII-VII ст. до н.е.) | с. Івання, центральна частина села, на мисі, утвореному правим берегом р. Іванка та лівим берегом її притоки | 1285            | Наказ управління культури обласної державної адміністрації від 27.01.2010 № 16                                                                                            |
| 9  | Стоянка Івання VII              | пізній палеоліт (40-10 тис. років тому) | с. Івання, 200 м на захід від південної околиці села, лівий борт балки, ІІ-ІІІ тераси. | 1286            | Наказ управління культури обласної державної адміністрації від 27.01.2010 № 16                                                                                            |
| 10 | Стоянка Крутнів І               | пізній палеоліт (40-10 тис. років тому) | с. Крутнів, урочище Попове, на верхній частині мису правого берега Ікви | 2502            | Наказ управління культури обласної державної адміністрації від 18.10.2005 № 112                                                                                           |
| 11 | Поселення Крутнів ІІ            | енеоліт (IV-ІІІ тис. до н. е.), давньоруський час (Х-ХІІІ ст.) | с. Крутнів, урочище Попове, на нижній частині мису правого берега Ікви | 2503            | Наказ управління культури обласної державної адміністрації від 18.10.2005 № 112                                                                                           |
| 12 | Стоянка і поселення Крутнів ІІІ | пізній палеоліт (40-10 тис. років тому), енеоліт (IV – III тис. до н. е.), бронзовий час | с. Крутнів, східна околиця села Крутнів, 900 м на південь від с. Раславка | 1936            | Наказ управління культури обласної державної адміністрації від 05.03.2013 № 26-од                                                                                         |
| 13 | Поселення Крутнів IV            | ранньозалізний вік (І тис. до н.е.); давньоруський час (Х ст.) | с. Крутнів, центральна частина села по лівому березі ставу (р. Ікви), за 100 м на захід від дамби | 1979            | Наказ департаменту культури, релігій та національностей обласної державної адміністрації від 15.05.2014 № 76-од                                                           |
| 14 | Поселення Лопушне І             | енеоліт (IV – III тис. до н. е.), бронзовий вік (ІІІ – ІІ тис. до н. е.), ранньозалізний вік (І тис. до н.е.), давньоруський час (Х-ХІІІ ст.)                                                                    | с. Лопушне, 500 м на північ від с. Лопушне, та 1 км на південний схід від колгоспного двору правий берег р. Іква                                                                                                 | 1937            | Наказ управління культури обласної державної адміністрації від 05.03.2013 № 26-од                                                                                         |
| 15 | Поселення Лопушне ІІ            | енеоліт (IV – III тис. до н. е.), бронзовий вік (ІІІ – ІІ тис. до н. е.), ранньозалізний вік (І тис. до н.е.) | с. Лопушне, північна околиця с. Лопушне, та 1,2 км на південний схід від колгоспного двору правий берег р. Іква                                                                                                  | 1938            | Наказ управління культури обласної державної адміністрації від 05.03.2013 № 26-од                                                                                         |
| 16 | Стоянка Лопушне ІІІ             | пізній палеоліт (40-10 тис. років тому) | с. Лопушне, західна околиця с. Лопушне, 900 м на захід від колгоспного двору правий берег р. Іква | 1939            | Наказ управління культури обласної державної адміністрації від 05.03.2013 № 26-од                                                                                         |
| 17 | Поселення Розтоки І             | лендельська культура (IV тис. до н.е.); комарівсько-тшинецька культура (XVI-XIV ст. до н.е.); висоцька культура (VIII-VII ст. до н.е.); давньоруський час (ХІІ-ХІІІ ст.)                                         | с. Розтоки, 2 км на північний-схід від села, за 300 м на захід х. Стад-ниця на мисі утвореному правим берегом р. Іква та її притокою                                                                             | 4556-Тр         | Наказ департаменту культури, релігій та національностей обласної державної адміністрації від 15.05.2014 № 76-од, Наказ Міністерства культури України від 18.04.2017 № 323 |
| 18 | Поселення Розтоки ІІ            | давньоруський час (ХІІІ - ХІV ст.) | с. Розтоки, в центральній частині села, на правому березі р. Іква | 4557-Тр         | Наказ департаменту культури, релігій та національностей обласної державної адміністрації від 15.05.2014 № 76-од, Наказ Міністерства культури України від 18.04.2017 № 323 |
| 19 | Поселення Розтоки ІІІ           | ранньозалізний вік (І тис. до н.е.); | с. Розтоки, північно-східна частина села, на лівому березі струмка | 2043            | Наказ управління культури обласної державної адміністрації від 09.09.2016 № 121-од                                                                                        |
| 20 | Поселення Раславка І            | ранньозалізний час (І тис. до н.е.); давньоруська культура (ХІІ – ХІІІ ст.) | с. Раславка, північно-західна частина села, правий берег р. Іква | 1773            | Наказ управління культури обласної державної адміністрації від 24.03.2011 № 36                                                                                            |
| 21 | Поселення Раславка ІІ           | енеоліт (IV – III тис. до н. е.), бронзовий вік (ІІІ – ІІ тис. до н. е.), ранньозалізний вік (І тис. до н.е.) | с. Раславка, 800 м на північ від с. Крутнів, та 700 м на захід від північної околиці с. Раславка | 1935            | Наказ управління культури обласної державної адміністрації від 05.03.2013 № 26-од                                                                                         |
| 22 | Стоянка Старий Олексинець І     | мезоліт (IX – V тис. до н. е.) | с. Старий Олексинець, західна частина села, високий правий берег р. Іванка, на городах між дорогами на Новий Олексинець і Башуки, біля автобусної зупинки                                                        | 1265            | Наказ управління культури обласної державної адміністрації від 27.01.2010 № 16                                                                                            |
| 23 | Поселення Старий Олексинець ІІ  | ранній залізний вік (І тис. до н.е.) | с. Старий Олексинець, на південний схід від центру села, лівий берег р. Іванка, І-а надзаплавна тераса, за 150 м на захід від мосту                                                                              | 1266            | Наказ управління культури обласної державної адміністрації від 27.01.2010 № 16                                                                                            |
| 24 | Поселення Старий Олексинець ІІІ | висоцька культура (VIII-VII ст. до н.е.), давньоруський час (Х-ХІІІ ст.) | с. Старий Олексинець, південно-східні околиці села, І-а надзаплавна тераса правого берега р. Іванка, на північ від цегельного заводу                                                                             | 1267            | Наказ управління культури обласної державної адміністрації від 27.01.2010 № 16                                                                                            |

## Пам'ятки архітектури
| №  | Назва                                   | Дата      | Адреса               | Охоронний номер | Документ про взяття на облік                                                                        |
| -- | --------------------------------------- | --------- | -------------------- | --------------- | --------------------------------------------------------------------------------------------------- |
| 1. | Дзвіниця Михайлівської церкви дерев’яна | XVIII ст. | с. Башуки            | 1594            | постанова Ради Міністрів УРСР від 06.09.1979 р. № 442                                               |
| 2. | Церква св. Андрія (мур.)                | XVIII ст. | с. Старий Олексинець | 164             | рішення виконавчого комітету Тернопільської обласної ради народних депутатів від 05.12.1986р. № 343 |

## Пам'ятки історії
| № | Назва                                                                     | Дата    | Адреса                                      | Охоронний номер | Документ про взяття на облік                                                                      |
| - | ------------------------------------------------------------------------- | ------- | ------------------------------------------- | --------------- | ------------------------------------------------------------------------------------------------- |
| 1 | Пам’ятний знак воїнам-землякам, які загинули в роки Другої світової війни | 1969 р. | с. Башуки                                   | 392             | Рішення виконкому Тернопільської обласної ради від 22.03.1971 р. № 147                            |
| 2 | Пам’ятний знак воїнам-землякам, які загинули в роки Другої світової війни | 1967 р. | с. Велика Горянка, біля школи               | 394             | Рішення виконкому Тернопільської обласної ради від 22.03.1971 р. № 147                            |
| 3 | Пам’ятний знак воїнам-землякам, які загинули в роки Другої світової війни | 1975 р. | с. Крутнів                                  | 637             | Рішення виконкому Тернопільської обласної ради від 12.06.1978 р. № 286                            |
| 4 | Пам’ятний знак воїнам-землякам, які загинули в роки Другої світової війни | 1985 р. | с. Лопушне                                  | 1107            | Рішення виконкому Тернопільської обласної ради від 26.08.1986 р. № 250                            |
| 5 | Пам’ятний знак воїнам-землякам, які загинули в роки Другої світової війни | 1985 р. | с. Новий Олексинець                         | 1110            | Рішення виконкому Тернопільської обласної рад від 26.08.1986 р. №250                              |
| 6 | Пам’ятний знак воїнам-землякам, які загинули в роки Другої світової війни | 1967 р. | с. Розтоки                                  | 415             | Рішення виконкому Тернопільської обласної ради від 22.03.1971 р. № 147                            |
| 7 | Пам’ятний знак воїнам-землякам, які загинули в роки Другої світової війни | 1965 р. | с. Старий Олексинець                        | 416             | Рішення виконкому Тернопільської обласної ради від 22.03.1971 р. № 147                            |
| 8 | Окремі могили поляків – жертв національно-визвольних змагань              |         | с. Старий Олексинець, кладовище біля церкви | 1628            | Наказ управління культури Тернопільської обласної державної адміністрації від 18.10.2005 р. № 112 |